# Nina Aigner
Nina Maria Aigner (* 20. Juni 1980 in Antiesenhofen) ist eine ehemalige österreichische Fußballspielerin. Sie kam in der österreichischen Nationalmannschaft und für den FC Bayern München in der Bundesliga zum Einsatz. Zu Beginn ihrer Karriere spielte sie auch professionell Tennis.

## Karriere

### Vereine
Aigner begann in Peterskirchen im Bezirk Ried im Innkreis in Oberösterreich in der Fußballabteilung des SV Peterskirchen mit dem Fußballspielen. Zwischen 1996 und 1998 spielte sie neben dem Fußball auch vier Profi-Tennisturniere, bei denen sie kein Match gewann, letztlich entschied sie sich dazu eine Fußballkarriere zu verfolgen. Sie wechselte – dem Jugendalter entwachsen – 1998 zum Bundesligisten Union Kleinmünchen Linz, mit dem sie am Ende ihrer Premierensaison den Meistertitel und den Pokal gewann. In den folgenden zwei Spielzeiten war sie für den Hauptstadtverein USC Landhaus Wien aktiv, mit dem sie das Double zweimal in Folge gewann.
Zur Saison 2001/02 wechselte sie zum FC Bayern München. Sie debütierte am 19. August (1. Spieltag) bei der 1:2-Niederlage im Heimspiel gegen den SC Freiburg und erzielte mit dem Führungstor in der 8. Minute auch ihr erstes Bundesligator. Am 2. September (3. Spieltag) beim 4:1-Heimsieg über den WSV Wolfsburg traf sie zweimal, am 27. Oktober 2002 (7. Spieltag) beim 7:0-Heimsieg über den TuS Niederkirchen viermal. Nach Ende dieser Saison  belegte sie in der Torschützenliste der Bundesliga mit 17 Toren den zweiten Platz hinter Inka Grings. Am 20. Februar 2011 (20. Spieltag) spielte sie bei der 1:4-Niederlage im Heimspiel gegen den Hamburger SV zum letzten Mal; mit Saisonschluss beendete sie ihre Fußballer-Karriere.
Bis heute ist sie die Rekordtorschützin von Bayern München in der deutschen Frauenbundesliga.

### Nationalmannschaft
Für die Nationalmannschaft bestritt Aigner 40 Länderspiele und erzielte elf Tore. Ihr Debüt gab sie am 28. Juni 1998 in Dietersdorf bei Fürstenfeld beim 1:0-Sieg gegen die Auswahl Kroatiens. In ihrem vierten Länderspiel am 1. August 1998 in Púchov erzielte sie beim 2:0-Sieg gegen die Auswahl der Slowakei beide Tore. Am 25. März 2010 bestritt sie mit dem Qualifikationsspiel für die Weltmeisterschaft 2011, einer 1:3-Niederlage gegen England in London, ihr letztes Länderspiel.

## Erfolge
- Österreichische Meisterin 1999 (mit Union Kleinmünchen Linz), 2000, 2001 (mit USC Landhaus Wien)
- Österreichische Pokalsiegerin 1999 (mit Union Kleinmünchen Linz), 2000, 2001 (mit USC Landhaus Wien)
- Bundesliga-Cup-Siegerin 2011 (mit dem FC Bayern München)
- Österreichische Torschützenkönigin 2000

## Auszeichnungen
- Österreichische Fußballerin des Jahres
  - 2009 nach VdF-Fußballerwahl (gewählt von der Vereinigung der Fußballer)